# Константинос Морфидис
Константинос Анести Морфидис  (на гръцки: Κωνσταντίνος Ανέστη Μορφίδης) е гръцки политик от Коалицията на радикалната левица (СИРИЗА).

## Биография
Роден е в 1961 година в драмската паланка Просечен (Просоцани). Работи 30 години в застрахователни фондове, като от 1993 година живее и работи в Кавала. От студентските си години се присъединява към Комунистическата младеж на Гърция. Член е на Коалицията на левицата, движенията и екологията от нейното основаване в 1989 година. Развива синдикална дейност в областта на осигурителните каси. От 2002 до 2006 година е общински съветник в дем Просечен, кандидат е за номарх на Кавала от Коалицията в 2006 година и кандидат на парламентарните избори в 2007 година и 2009 година. На местните изборите в 2010 година е кандидат за заместник областен управител на Кавала. От 2005 година до 2013 година е секретар на номовия комитет на Кавала на Коалицията и Коалицията на радикалната левица. На изборите през септември 2015 година е избран за депутат от Кавала с Коалицията на радикалната левица.